# Filippo Giannetto
Filippo Giannetto (auch Giannetti), * 1640 in Savoca (Provinz Messina); † 31. März 1702 in Neapel war ein italienischer Maler des Barocks auf Sizilien und in Neapel.

## Leben
Seine erste künstlerische Ausbildung erhielt er in Messina in der Werkstatt des Malers Jacopo Cara und anschließend vom Flamen Abraham Casembroot (* 1594 in Brügge gest. 1658 in Messina), der sich als Künstler in Messina niedergelassen hatte. Giannetto heiratete die Porträtistin Flavia Durand (1635–1715), die Tochter des aus Burgund um 1650 zugezogenen Malers Giovan Battista Durand, der seine Ausbildung bei Domenichino in Rom genossen hatte.
Um 1670 zogen Filippo und Flavia Giannetto nach Palermo, wo beide viele Jahre blieben und eine rege Tätigkeit entfalteten. Auf Einladung des Vizekönigs Francesco Benavides ging das Paar nach Neapel. Giannetto wurde Freund und Vertrauter des Vizekönigs, der bei ihm zahlreiche Gemälde in Auftrag gab. Er war ein geschickter Landschaftsmaler, was ihm den Spitznamen „Giordano de’paesisti“ (Giordano der Landschaften) einbrachte. Die meisten seiner Arbeiten in Messina gingen während des schweren Erdbebens von 1908 verloren. Einer seiner Schüler in Neapel war der Neffe Filippo Tancredi.
Nach seinem Tod wurde Giannetto in der Chiesa di Santa Maria la Nova von Neapel beigesetzt. Flavia Durant kehrte nach Messina zurück, wo sie hochbetagt 1715 starb.

## Werk
- Bambocciaden, wie Der Überfall auf Reisende (um 1670), ehemals Museo Regionale di Messina
- Ansicht von Messina während des Aufstandes von 1674–78 im Museo di Capodimonte in Neapel.
- Die Eröffnung des Sizilianischen Parlaments in Palermo (1671) Sammlung des Antoine Lamoral de Ligne im Schloss Belœil in Belgien.